# Nikolaus von Banz
Nikolaus von Banz (auch: Nicolaus von Banz; * in Breslau, Fürstentum Breslau; † 1. September 1344) war Administrator von Breslau.

## Leben
Nikolaus von Banz entstammte der Breslauer Patrizierfamilie Banz und ist erstmals 1305 als Domherr von Breslau nachgewiesen. Von 1308 bis 1315 war er Archidiakon von Liegnitz und von 1326 bis zu seinem Tod Prälat am Breslauer Kreuzstift. Wegen der außerordentlichen Sedisvakanz, die nach dem Tod des Bischofs Heinrich von Würben 1319 durch die anschließende Doppelwahl der Kandidaten Vitus von Habdank und Lutold von Kremsier eingetreten war, übte Nikolaus von Banz bis zu deren Resignation 1326 die Diözesanverwaltung als Administrator aus.
Seit etwa 1325 war er auch Hofrichter und Vertrauter des Breslauer Herzogs Heinrich VI., wobei er ihn auch in dessen Bemühungen um den Anschluss Schlesiens an Böhmen unterstützte und den Herzog auch vor dessen Bruder Boleslaus in Schutz nahm. Deshalb wurde Nikolaus von Banz Ende 1326 von Boleslaus Anhängern gefangen genommen und auf die Burg Jeltsch verschleppt. Nach der Unterwerfung Heinrichs VI. an Böhmen im April 1327 konnte er befreit werden.
Auch während der Regierungszeit des Bischofs Nanker übte Nikolaus von Banz einen starken kirchlichen und politischen Einfluss aus. Er vermittelte in dem Konflikt zwischen Nanker und dem böhmischen König Johann und wies durch geschickte Verhandlungen die Geldansprüche der Päpstlichen Legaten Peter von Auvergne und Galhard de Garceribus um den Peterspfennig zurück.
1321 schenkte Nikolaus von Banz der Breslauer Domkirche das Gut Kosel und erwarb ein Jahr später das Gut Klettendorf. Auch die Hälfte der Burg Kaltenstein soll ihm gehört haben.